# Бакулово
Бакулово — бывшая деревня в Яранском районе Кировской области. Входит в городскую черту Яранска городского поселения Яранск.

## Расположение
Расположена в высоком левом берегу реки Ламбы, притока Ярани. Ближайший существующий населённый пункт — Савино.

## История
Одно из древнейших поселений юга Кировской области. Впервые упоминается как поместье дворянина Петра Вакулова в 1646 в составе одной деревни (3 двора крестьян). Снята с учёта 28 января 1987 года. До реформы 2007 земли деревни входили в Ивановский сельский округ Яранского района. В настоящее время территорию бывшей деревни занимают СДТ «Бакуловское 1», «Бакуловское 2» и «Бакуловское 3».